# 1000-km-Rennen von Spa-Francorchamps 1987

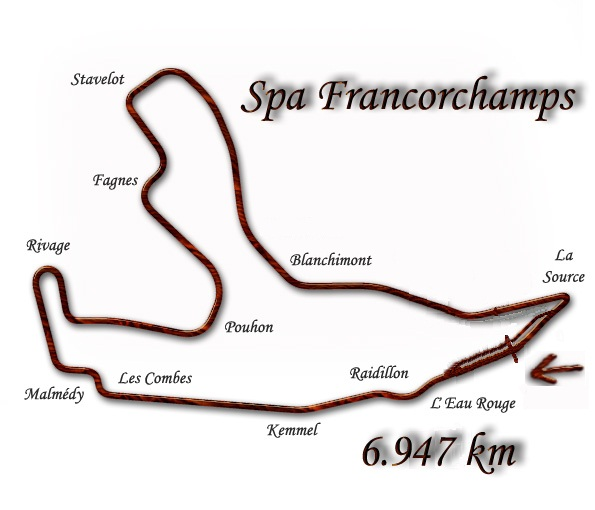
Streckenlayout des Circuit de Spa-Francorchamps 1987

Das 16. 1000-km-Rennen von Spa-Francorchamps, auch Kourous 1000 km Spa, fand am 13. September 1987 in Spa-Francorchamps statt und war der neunte Wertungslauf der Sportwagen-Weltmeisterschaft dieses Jahres.

## Das Rennen
Nach dem Erfolg beim 1000-km-Rennen am Nürburgring sicherte sich die Werksmannschaft von Jaguar schon zwei Rennen vor dem Ende der Sportwagen-Weltmeisterschaft 1987 den Weltmeistertitel. Auch beim 1000-km-Rennen von Spa-Francorchamps blieb das Jaguar-Team erfolgreich und feierte diesmal sogar einen Doppelsieg. Martin Brundle, Johnny Dumfries und Raul Boesel siegten mit einer Runde Vorsprung auf ihre Teamkollegen Jan Lammers und John Watson.

## Ergebnisse

### Schlussklassement
| 1               | C1 | 6   | Silk Cut Jaguar                     | Raul Boesel Martin Brundle Johnny Dumfries        | Jaguar XJR-8     | 142 |
| 2               | C1 | 5   | Silk Cut Jaguar                     | Jan Lammers John Watson                           | Jaguar XJR-8     | 141 |
| 3               | C1 | 2   | Brun Motorsport                     | Jochen Mass Oscar Larrauri                        | Porsche 962C     | 140 |
| 4               | C1 | 4   | Silk Cut Jaguar                     | Eddie Cheever John Nielsen                        | Jaguar XJR-8     | 140 |
| 5               | C1 | 7   | Joest Racing                        | Hans-Joachim Stuck Derek Bell Bob Wollek          | Porsche 962C     | 139 |
| 6               | C1 | 8   | Joest Racing                        | Frank Jelinski Louis Krages Stanley Dickens       | Porsche 962C     | 138 |
| 7               | C1 | 61  | Kouros Racing Team                  | Mike Thackwell Jean-Louis Schlesser               | Sauber C9        | 136 |
| 8               | C1 | 3   | Brun Motorsport                     | Jesús Pareja Uwe Schäfer                          | Porsche 962C     | 136 |
| 9               | C1 | 72  | Primagaz Compètition                | Jürgen Lässig Pierre Yver Bernard de Dryver       | Porsche 962C     | 135 |
| 10              | C2 | 111 | Spice Engineering                   | Fermín Vélez Gordon Spice                         | Spice SE87C      | 135 |
| 11              | C1 | 1   | Brun Motorsport                     | Massimo Sigala Walter Brun                        | Porsche 962C     | 134 |
| 12              | C2 | 101 | Swiftair Ecurie Ecosse              | Mike Wilds Marc Duez                              | Ecosse C286      | 129 |
| 13              | C2 | 102 | Swiftair Ecurie Ecosse              | Ray Mallock David Leslie                          | Ecosse C286      | 128 |
| 14              | C2 | 117 | Team Lucky Strike Schanche          | Will Hoy Martin Schanche                          | Argo JM19B       | 127 |
| 15              | C2 | 118 | Olindo Iacobelli                    | Jean-Louis Ricci Georges Tessier Gerard Cardinaud | Spice SE86C      | 123 |
| 16              | C2 | 106 | Kelmar Racing                       | Pasquale Barberio Vita Veninata                   | Tiga GC85        | 116 |
| 17              | C2 | 188 | Art Racing Ceekar                   | Lawrie Hickman Chris Ashmore Max Payne            | Ceekar 83J-1     | 115 |
| 18              | C2 | 177 | Automobiles Louis Descartes         | Dominique Lacaud Louis Descartes Jacques Heuclin  | ALD 03           | 115 |
| 19              | C2 | 178 | Automobiles Louis Descartes         | Gérard Tremblay Thierry Lecerf Bruno Sotty        | ALD 02           | 105 |
| 20              | C2 | 127 | Chamberlain Engineering             | Nick Adams Ian Khan                               | Spice SE86C      | 104 |
| 21              | C2 | 123 | Charles Ivy Racing                  | John Sheldon Philippe de Henning                  | Tiga GC287       | 99  |
| Nicht klassiert |    |     |                                     |                                                   |                  |     |
| 22              | C1 | 20  | Tiga Team                           | Val Musetti Tim Lee-Davey                         | Tiga GC287       | 89  |
| Ausgefallen     |    |     |                                     |                                                   |                  |     |
| 23              | C1 | 15  | Britten-Lloyd Racing                | Jonathan Palmer Mauro Baldi                       | Porsche 962C GTi | 103 |
| 24              | C2 | 181 | Dune Motorsport                     | Neil Crang Duncan Bain                            | Tiga GC287       | 80  |
| 25              | C1 | 10  | Kremer Porsche Racing               | Volker Weidler Kris Nissen                        | Porsche 962C     | 78  |
| 26              | C2 | 103 | John Bartlett Racing Goodmans Sound | Giovanni Lavaggi John Bartlett Tom Waring         | Bardon DB2       | 77  |
| 27              | C2 | 171 | CEE Sport                           | Laurence Jacobsen Stefano Sebastini Richard Jones | Tiga GC286       | 74  |
| 28              | C2 | 198 | Roy Baker Racing                    | David Andrews Mike Kimpton                        | Tiga GC286       | 54  |
| 29              | C2 | 114 | Team Tiga Ford Denmark              | Thorkild Thyrring Peter Elgaard                   | Tiga GC287       | 38  |
| 30              | C2 | 121 | Cosmic GP Motorsport                | Costas Los Dudley Wood                            | Tiga GC287       | 38  |
| 31              | C2 | 140 | Günther Gebhardt                    | Walter Lechner Günther Gebhardt Ernst Franzmaier  | Gebhardt JC873   | 19  |
| 32              | C2 | 200 | Manfred Dahm Racing Team            | Patrick de Radiguès Kenneth Leim                  | Argo JM19        | 4   |
| Nicht gestartet |    |     |                                     |                                                   |                  |     |
| 33              | C1 | 61T | Kouros Racing Team                  | Mike Thackwell Jean-Louis Schlesser               | Sauber C9        | 1   |

1 Trainingswagen

### Nur in der Meldeliste
Hier finden sich Teams, Fahrer und Fahrzeuge, die ursprünglich für das Rennen gemeldet waren, aber aus den unterschiedlichsten Gründen daran nicht teilnahmen.
| Pos. | Klasse | Nr. | Team                  | Fahrer                                               | Chassis       |
| ---- | ------ | --- | --------------------- | ---------------------------------------------------- | ------------- |
| 34   | C1     | 31  | Jochen Dauer Racing   | Jochen Dauer                                         | Porsche 962C  |
| 35   | C1     | 42  | Noël del Bello        | Jean-Pierre Jaussaud Gilles Lempereur Noël del Bello | Sauber C8     |
| 36   | C2     | 104 | URD Junior Team       | Rudi Seher Hellmut Mundas                            | URD C81/2     |
| 37   | C2     | 115 | ADA Engineering       | Ian Harrower                                         | ADA 02        |
| 38   | C2     | 120 | Pierre-Alain Lombardi | Pierre Alain Lombardi                                | Rondeau M379C |
| 39   | C2     | 125 | Patrick Oudet         | Bruno Sotty Patrick Oudet Jean-Claude Ferrarin       | Tiga GC85     |
| 40   | C2     | 150 | Jean-Claude Ferrarin  | Jean-Claude Ferrarin Philippe Mazué                  | Isolia 003    |

### Klassensieger
| Klasse | Fahrer         | Fahrer          | Fahrer      | Fahrzeug     | Platzierung im Gesamtklassement |
| ------ | -------------- | --------------- | ----------- | ------------ | ------------------------------- |
| C1     | Martin Brundle | Johnny Dumfries | Raul Boesel | Jaguar XJR-8 | Gesamtsieg                      |
| C2     | Fermín Vélez   | Gordon Spice    |             | Spice SE87C  | Rang 10                         |

### Renndaten
- Gemeldet: 40
- Gestartet: 32
- Gewertet: 21
- Rennklassen: 2
- Zuschauer: 20000
- Wetter am Renntag: zwischendurch Regenschauer
- Streckenlänge: 6,949 km
- Fahrzeit des Siegerteams: 6:00:16,180 Stunden
- Gesamtrunden des Siegerteams: 142
- Gesamtdistanz des Siegerteams: 986,758 km
- Siegerschnitt: 164,337 km/h
- Pole Position: Mike Thackwell – Sauber C9 (#15) – 2.05,040 – 201,745 km/h
- Schnellste Rennrunde: Mike Thackwell – Sauber C9 (#15) – 2.09,300 – 183,476 km/h
- Rennserie: 9. Lauf zur Sportwagen-Weltmeisterschaft 1987